# Nacra 17 en voile aux Jeux olympiques d'été de 2024
Pour un article plus général, voir Voile aux Jeux olympiques d'été de 2024.
Navigation
Tokyo 2020 Los Angeles 2028
L'épreuve de Nacra 17 en voile aux Jeux olympiques d'été de 2024 a lieu du 3 au 7 août 2024 à la Marina de Marseille, dans le sud de la France.

## Format de la compétition
Cette épreuve comprend une série de 12 régates. À chacune d’elles, des points sont attribués en fonction de la position : le vainqueur obtient un point, le deuxième marque deux points, et ainsi de suite. 
Après les 12 premières régates, les points attribués dans la course où le concurrent a réalisé sa plus mauvaise performance sont retirés et les points restants sont additionnés. 
Les 10 équipes avec les meilleurs scores disputent ensuite la régate finale s'appelant la course aux médailles pour laquelle les points sont doublés : deux points pour la première place, quatre points pour la deuxième place et ainsi de suite. 
Le total des points obtenus à l’issue de la régate finale détermine le classement : l'équipage ayant le score le plus bas est déclaré vainqueur.
Pendant les courses, les concurrents effectuent un parcours en forme d’énorme triangle, se dirigeant vers la ligne d'arrivée après avoir affronté le vent dans les trois directions. Ils doivent passer les bouées de marquage un certain nombre de fois et dans un ordre prédéterminé.

## Médaillés
| Or                                    | Argent                                     | Bronze                                           |
| Italie- Ruggero Tita - Caterina Banti | Argentine- Mateo Majdalani - Eugenia Bosco | Nouvelle-Zélande- Micah Wilkinson - Erica Dawson |

## Programme
| Date            | Horaire | Manche               |
| --------------- | ------- | -------------------- |
| Samedi 3 août   | 11 h 00 | Régates              |
| Dimanche 4 août | 11 h 00 | Régates              |
| Lundi 5 août    | 11 h 00 | Régates              |
| Mardi 6 août    | 11 h 00 | Régates              |
| Mercredi 7 août | 11 h 00 | Course aux médailles |

## Résultats détaillés
Le résultat barré est le plus mauvais de l’équipe concernée. Il n’est pas pris en compte dans le sous-total.
| Rang                                | Athlètes                                                    | Régates | Régates | Régates | Régates | Régates | Régates | Régates | Régates | Régates | Régates | Régates | Régates | Sous-total | CM       | Total final |
| Rang                                | Athlètes                                                    | 1       | 2       | 3       | 4       | 5       | 6       | 7       | 8       | 9       | 10      | 11      | 12      | Sous-total | CM       | Total final |
| ----------------------------------- | ----------------------------------------------------------- | ------- | ------- | ------- | ------- | ------- | ------- | ------- | ------- | ------- | ------- | ------- | ------- | ---------- | -------- | ----------- |
| Médaille d'or, Jeux olympiques      | Italie- Ruggero Tita - Caterina Banti                       | 1       | 1       | 2       | 1       | 1       | 1       | 1       | 6       | 6       | 20 UFD  | 5       | 2       | 27 pts     | 4        | 31 pts      |
| Médaille d'argent, Jeux olympiques  | Argentine- Mateo Majdalani - Eugenia Bosco                  | 2       | 2       | 5       | 10      | 6       | 6       | 3       | 2       | 2       | 1       | 2       | 12      | 39 pts     | 14       | 55 pts      |
| Médaille de bronze, Jeux olympiques | Nouvelle-Zélande- Micah Wilkinson - Erica Dawson            | 5       | 3       | 7       | 2       | 2       | 3       | 2       | 4       | 9       | 17      | 3       | 7       | 47 pts     | 16       | 63 pts      |
| 4                                   | Grande-Bretagne- John Gimson - Anna Burnet                  | 8       | 4       | 6       | 3       | 4       | 9       | 4       | 5       | 4       | 5       | 1       | 3       | 47 pts     | 22 OCS   | 69 pts      |
| 5                                   | France- Tim Mourniac - Lou Berthomieu                       | 6       | 6       | 8       | 5       | 7       | 4       | 20 UFD  | 1       | 12      | 4       | 4       | 15      | 72 pts     | 2        | 74 pts      |
| 6                                   | Pays-Bas- Laila van der Meer - Bjarne Bouwer                | 4       | 20 DNF  | 9       | 7       | 8       | 8       | 6       | 7       | 3       | 2       | 11      | 5       | 70 pts     | 8        | 78 pts      |
| 7                                   | Finlande- Sinem Kurtbay - Akseli Keskinen                   | 3       | 7       | 4       | 4       | 11      | 5       | 7       | 11      | 11      | 12      | 15      | 4       | 79 pts     | 18       | 97 pts      |
| 8                                   | Allemagne- Paul Kohlhoff - Alica Stuhlemmer                 | 18      | 9       | 3       | 6       | 3       | 2       | 13      | 8       | 5       | 14      | 17      | 10      | 90 pts     | 10       | 100 pts     |
| 9                                   | Brésil- João Siemsen - Marina Arndt                         | 14      | 10      | 11      | 11      | 5       | 11      | 5       | 14      | 7       | 8       | 13      | 14      | 109 pts    | 6        | 115 pts     |
| 10                                  | Suède- Emil Järudd - Hanna Jonsson                          | 13      | 18      | 10      | 8       | 9       | 14      | 16      | 13      | 1       | 7       | 6       | 9       | 106 pts    | 12       | 118 pts     |
| 11                                  | Espagne- Tara Pacheco - Andrés Barrio                       | 12      | 8       | 1       | 9       | 15      | 12      | 8       | 9       | 17      | 20 UFD  | 16      | 6       | 113 pts    | Éliminés | Éliminés    |
| 12                                  | Danemark- Natacha Saouma-Pedersen - Mathias Bruun Borreskov | 9       | 5       | 12      | 16      | 10      | 10      | 14      | 15      | 16      | 10      | 8       | 8       | 117 pts    | Éliminés | Éliminés    |
| 13                                  | Australie- Brin Liddell - Rhiannan Brown                    | 11      | 11      | 13      | 13      | 12      | 7       | 9       | 12      | 13      | 6       | 14      | 20 RET  | 121 pts    | Éliminés | Éliminés    |
| 14                                  | Chine- Mai Huicong - Chen Linlin                            | 7       | 14      | 15      | 12      | 14      | 13      | 20 UFD  | 10      | 10      | 16      | 18      | 1       | 130 pts    | Éliminés | Éliminés    |
| 15                                  | Autriche- Lukas Haberl - Tanja Frank                        | 16      | 12      | 14      | 15      | 16      | 15      | 15      | 3       | 8       | 9       | 10      | 16      | 133 pts    | Éliminés | Éliminés    |
| 16                                  | États-Unis- Sarah Newberry Moore - David Liebenberg         | 10      | 16      | 18      | 14      | 13      | 16      | 11      | 20 UFD  | 15      | 3       | 12      | 13      | 141 pts    | Éliminés | Éliminés    |
| 17                                  | Japon- Shibuki Iitsuka - Oura Nishida Capiglia              | 17      | 17      | 19      | 17      | 17      | 17      | 10      | 17      | 19      | 11      | 7       | 11      | 160 pts    | Éliminés | Éliminés    |
| 18                                  | Turquie- Alican Kaynar - Beste Kaynakçı                     | 19      | 13      | 17      | 19      | 18      | 20 DNF  | 12      | 20 UFD  | 14      | 13      | 9       | 18      | 172 pts    | Éliminés | Éliminés    |
| 19                                  | Belgique- Lucas Claeyssens - Eline Verstraelen              | 15      | 15      | 16      | 18      | 19      | 18      | 20 UFD  | 16      | 18      | 15      | 19      | 17      | 186 pts    | Éliminés | Éliminés    |